# Boudewijn Zenden
Boudewijn Zenden, född den 15 augusti 1976 i Maastricht är en nederländsk före detta fotbollsspelare. Den 16 oktober 2009 skrev Zenden på ett ettårskontrakt med Sunderland. Han har tidigare spelat i Liverpool FC, PSV Eindhoven, FC Barcelona, Chelsea FC, Middlesbrough FC och Marseille. Han flyttade till Marseille sommaren 2007. Han representerade det Holländska landslaget vid VM 1998, EM 2000 och EM 2004. I november 2012 utsågs Zenden till assisterande tränare i Chelsea FC.